# American-Football-Weltmeisterschaft 2015
Die American-Football-Weltmeisterschaft 2015 der Männer (offiziell 2015 IFAF World Championship) wurde vom 9. Juli bis zum 18. Juli 2015 in Canton, Ohio, USA ausgetragen. Im Finale konnten die Vereinigten Staaten mit einem 59:12-Sieg gegen Japan ihren Titel verteidigen.
Das Turnier sollte ursprünglich in Schweden stattfinden, wurde jedoch aus finanziellen Gründen abgesagt. Während der WM-Endrunde kam es zur Spaltung des Weltverbands International Federation of American Football.

## Qualifikation

### Asien
Für Asien waren zwei Plätze vorgesehen.
|                                           |                          | {{{Spiel}}} |        |        |  |                          |
| Seoul 12. April 2014 15:30 Uhr (Ortszeit) |                          | Südkorea    | 69 : 7 | Kuwait |  | Mokdong Baseball Stadium |
| Seoul 12. April 2014 15:30 Uhr (Ortszeit) | (21:0, 14:7, 20:0, 14:0) | Südkorea    |        | Kuwait |  | Mokdong Baseball Stadium |

|                                           |                                       | {{{Spiel}}} |        |             |  |                            |
| Tokio 26. April 2014 13:00 Uhr (Ortszeit) |                                       | Japan       | 86 : 0 | Philippinen |  | VITAL Field Zuschauer: 931 |
| Tokio 26. April 2014 13:00 Uhr (Ortszeit) | (30:0, 14:0, 21:0, 21:0) Spielbericht | Japan       |        | Philippinen |  | VITAL Field Zuschauer: 931 |

### Europa
Die drei für Europa vorgesehenen Startplätze – neben dem Gastgeber  Schweden – wurden an die ersten drei Mannschaften der Europameisterschaft 2014 vergeben:
1. Deutschland
2. Österreich
3. Frankreich

### Afrika
Afrika sollte erstmals einen Startplatz bekommen.
|                                              |                       | {{{Spiel}}} |        |         |  |                                        |
| Kairo 13. Dezember 2014 15:00 Uhr (Ortszeit) |                       | Ägypten     | 6 : 26 | Marokko |  | Stadion der German University in Cairo |
| Kairo 13. Dezember 2014 15:00 Uhr (Ortszeit) | (0:8, 0:0, 6:6, 0:12) | Ägypten     |        | Marokko |  | Stadion der German University in Cairo |

### Amerikas
Drei der vier für die IFAF Americas vorgesehenen Startplätze wurden an die stärksten Nationen vergeben:
- Vereinigte Staaten (Titelverteidiger)
- Kanada (Vizeweltmeister 2011)
- Mexiko (Vierter Weltmeisterschaft 2011)

Ein weiterer Startplatz wurde durch ein Qualifikationsspiel vergeben:
|                                                   |                      | {{{Spiel}}} |         |           |  |                          |
| Panama-Stadt 31. Januar 2015 18:00 Uhr (Ortszeit) |                      | Panama      | 14 : 26 | Brasilien |  | Estadio Rommel Fernández |
| Panama-Stadt 31. Januar 2015 18:00 Uhr (Ortszeit) | (7:7, 0:7, 7:6, 0:6) | Panama      |         | Brasilien |  | Estadio Rommel Fernández |

### Ozeanien
Einziger Teilnehmer der IFAF Oceania war  Australien.

## Vergabe und Verlegung
Im Dezember 2011 vergab die IFAF die fünfte Weltmeisterschaft nach Schweden. Die Spiele sollten in der damals im Bau befindlichen Stockholm Arena stattfinden. Erstmals sollten zwölf Mannschaften an der Weltmeisterschaft teilnehmen. Diese sollten in drei Gruppen mit je vier Teams antreten; das Turnier sollte insgesamt zwölf Spiele umfassen.
Am 19. Dezember 2014 gab der schwedische Verband das Turnier zurück. Grund waren finanzielle Probleme, da keine Sponsoren gefunden werden konnten. Die IFAF gab die Austragung daraufhin an die USA. Daraufhin sagten Deutschland und Österreich die Teilnahme am Turnier auf Grund der größeren Reisekosten ab. Auch Schweden und Marokko zogen ihre Teilnahme zurück, so dass ein neuer Spielplan für acht Mannschaften in zwei Gruppen entworfen wurde. Im April 2015 zog auch Kanada zurück.

## Finalturnier

### Teilnehmer und Modus
Die ursprünglich geplanten acht Mannschaften wurden in zwei Gruppen leistungsmäßig eingeteilt:

#### Gruppe A
- Vereinigte Staaten (Titelverteidiger)
- Kanada (Zweiter 2011)
- Japan (Dritter 2011)
- Mexiko (Vierter 2011)

#### Gruppe B
- Frankreich (Sechster 2011)
- Australien (Achter 2011)
- Südkorea (2011 nicht qualifiziert)
- Brasilien (erstmalige Teilnahme)

#### Modus
In der Vorrunde spielten in jeder Gruppe die auf 1 gesetzte Mannschaft gegen die auf 4 gesetzte, sowie Team 2 gegen Team 3. Die Sieger trafen im Finale der Gruppe aufeinander, die Sieger spielten um Platz 3.
In der Endrunde spielte der Sieger der Gruppe A auf den Sieger der Gruppe B sowie der Zweite gegen den Dritten der Gruppe A gegeneinander. Die Sieger trafen im Weltmeisterschaftsfinale aufeinander. In der Trostrunde spielten der 4. der Gruppe A und die restlichen Mannschaften der Gruppe B.
Kanada zog nach der Gruppeneinteilung zurück; der Spielplan blieb unverändert.

### Spiele

#### Vorrunde

##### Gruppe A
|  | Erste Runde         | Erste Runde |               |  | Zweite Runde | Zweite Runde |
|  |                     |             |               |  |              |              |
|  | USA                 | 30          |               |  |              |              |
|  | Mexiko              | 6           |               |  |              |              |
|  | 9. Juli 2015        |             |               |  |              |              |
|  |                     |             | 12. Juli 2015 |  |              |              |
|  | USA                 | 43          |               |  |              |              |
|  |                     | Japan       | 18            |  |              |              |
|  |                     |             |               |  |              |              |
|  | Spiel um Platz drei |             |               |  |              |              |
|  |                     |             | Kanada        |  |              |              |
|  | Kanada              |             | Mexiko        |  |              |              |
|  | Japan               |             |               |  |              |              |

##### Gruppe B
|  | Erste Runde         | Erste Runde  |               |    | Zweite Runde  | Zweite Runde  |
|  |                     |              |               |    |               |               |
|  | Frankreich          | 31           |               |    |               |               |
|  | Brasilien           | 6            |               |    |               |               |
|  | 9. Juli 2015        |              |               |    |               |               |
|  |                     |              | 12. Juli 2015 |    |               |               |
|  | Frankreich          | 53           |               |    |               |               |
|  |                     | Australien   | 3             |    |               |               |
|  |                     |              |               |    |               |               |
|  | Spiel um Platz drei |              |               |    |               |               |
|  | 9. Juli 2015        | 9. Juli 2015 | Brasilien     | 28 |               |               |
|  | Australien          | 47           | Südkorea      | 0  |               |               |
|  | Südkorea            | 6            |               |    | 12. Juli 2015 | 12. Juli 2015 |

#### Trostrunde
|  | Dritte Runde     | Dritte Runde  |               |  | Spiel um Platz 5 | Spiel um Platz 5 |
|  |                  |               |               |  |                  |                  |
|  | Kanada           |               |               |  |                  |                  |
|  | Südkorea         |               |               |  |                  |                  |
|  |                  |               |               |  |                  |                  |
|  |                  |               | 18. Juli 2015 |  |                  |                  |
|  | Australien       | 42            |               |  |                  |                  |
|  |                  | Südkorea      | 14            |  |                  |                  |
|  |                  |               |               |  |                  |                  |
|  | Spiel um Platz 7 |               |               |  |                  |                  |
|  | 15. Juli 2015    | 15. Juli 2015 | Kanada        |  |                  |                  |
|  | Australien       | 16            | Brasilien     |  |                  |                  |
|  | Brasilien        | 8             |               |  |                  |                  |

#### Endrunde
|  | Halbfinale          | Halbfinale    |               |    | Finale        | Finale        |
|  |                     |               |               |    |               |               |
|  | USA                 | 82            |               |    |               |               |
|  | Frankreich          | 0             |               |    |               |               |
|  | 15. Juli 2015       |               |               |    |               |               |
|  |                     |               | 18. Juli 2015 |    |               |               |
|  | USA                 | 59            |               |    |               |               |
|  |                     | Japan         | 12            |    |               |               |
|  |                     |               |               |    |               |               |
|  | Spiel um Platz drei |               |               |    |               |               |
|  | 15. Juli 2015       | 15. Juli 2015 | Mexiko        | 20 |               |               |
|  | Japan               | 35            | Frankreich    | 7  |               |               |
|  | Mexiko              | 7             |               |    | 18. Juli 2015 | 18. Juli 2015 |

### Endplatzierungen
1. Vereinigte Staaten
2. Japan
3. Mexiko
4. Frankreich
5. Australien
6. Südkorea
7. Brasilien

## Kongress und Spaltung der IFAF
Während des Weltmeisterschaftsturniers fand wie üblich der Kongress der IFAF statt. Der schwedische IFAF-Präsident Tommy Wiking hatte sich nach der Rückgabe des Turniers vom Präsidentenamt zurückgezogen, so dass der Kongress vom US-amerikanischen Vizepräsidenten Roope Norenen geleitet wurde. Dieser verwehrte Wiking den Zutritt zum Kongress. In der Folge zog sich ein Teil der Delegierten zurück und bestätigte Wiking im Amt des Präsidenten. Der restliche Teil der Delegierten wählte Norenen zum neuen Präsidenten. In der Folge agierten zwei Verbände als IFAF parallel, genannt IFAF New York und IFAF Paris. 
Erst im September 2017 stellte der Internationale Sportgerichtshof (CAS) fest, dass Wiking 2015 offiziell als Präsident zurückgetreten war. Am 1. März 2018 wurde der 2016 von der IFAF New York gewählte Richard MacLean durch eine endgültige Entscheidung des CAS zum legitimen Präsidenten der IFAF erklärt. Im Oktober 2018 lehnte das Schweizer Bundesgericht eine Beschwerde von Wiking gegen den früheren Beschluss des CAS zugunsten der IFAF ab.